# Sad!
Sad! ist ein Lied des US-amerikanischen Rappers XXXTentacion. Es erschien als Single für sein zweites Studioalbum ? am 2. März 2018.

## Hintergrund
Im Januar 2018 begann XXXTentacion, mit dem Produzenten John Cunningham an einem Lied zu arbeiten. Anfang März kündigte er an, dass zwei Singles veröffentlicht werden. Sad! erschien mit Changes am 2. März 2018.

## Kommerzieller Erfolg

### Chartplatzierungen
Sad! stieg am 12. März auf Platz 17 der US-amerikanischen Singlecharts ein. In der folgenden Woche stieg es auf Platz sieben. Ende Juni konnte sich Sad! auf Platz eins der Charts platzieren, nachdem XXXTentacion in Florida erschossen wurde. Sad! wurde am 19. Juni 2018 über 10,4 Millionen Mal auf Spotify gestreamt.
| ChartsChartplatzierungen       | Höchstplatzierung | Wochen |
| ------------------------------ | ----------------- | ------ |
| Deutschland (GfK)              | 12 (24 Wo.)       | 24     |
| Österreich (Ö3)                | 5 (22 Wo.)        | 22     |
| Schweiz (IFPI)                 | 4 (40 Wo.)        | 40     |
| Vereinigte Staaten (Billboard) | 1 (38 Wo.)        | 38     |
| Vereinigtes Königreich (OCC)   | 5 (30 Wo.)        | 30     |

| ChartsJahrescharts (2018)      | Platzierung |
| ------------------------------ | ----------- |
| Deutschland (GfK)              | 72          |
| Österreich (Ö3)                | 55          |
| Schweiz (IFPI)                 | 30          |
| Vereinigte Staaten (Billboard) | 17          |
| Vereinigtes Königreich (OCC)   | 46          |

### Auszeichnungen für Musikverkäufe
| Land/Region                  | Auszeichnungen für Musikverkäufe (Land/Region, Auszeichnung, Verkäufe) | Verkäufe   |
| ---------------------------- | ---------------------------------------------------------------------- | ---------- |
| Australien (ARIA)            | 5× Platin                                                              | 350.000    |
| Belgien (BRMA)               | 2× Platin                                                              | 80.000     |
| Brasilien (PMB)              | 3× Diamant                                                             | 480.000    |
| Dänemark (IFPI)              | 3× Platin                                                              | 270.000    |
| Deutschland (BVMI)           | Platin                                                                 | 400.000    |
| Frankreich (SNEP)            | Diamant                                                                | 333.333    |
| Griechenland (IFPI)          | Platin                                                                 | 20.000     |
| Italien (FIMI)               | 2× Platin                                                              | 140.000    |
| Kanada (MC)                  | 3× Platin                                                              | 240.000    |
| Mexiko (AMPROFON)            | Platin                                                                 | 60.000     |
| Neuseeland (RMNZ)            | 5× Platin                                                              | 150.000    |
| Niederlande (NVPI)           | 2× Platin                                                              | 160.000    |
| Norwegen (IFPI)              | 2× Platin                                                              | 120.000    |
| Polen (ZPAV)                 | 3× Platin                                                              | 60.000     |
| Portugal (AFP)               | 3× Platin                                                              | 30.000     |
| Schweden (IFPI)              | 2× Platin                                                              | 80.000     |
| Spanien (Promusicae)         | Platin                                                                 | 60.000     |
| Vereinigte Staaten (RIAA)    | Diamant                                                                | 10.000.000 |
| Vereinigtes Königreich (BPI) | 2× Platin                                                              | 1.200.000  |
| Insgesamt                    | 38× Platin · 5× Diamant ·                                              | 14.235.333 |

Hauptartikel: XXXTentacion/Auszeichnungen für Musikverkäufe